# Oblast de Tioumen
L’oblast de Tioumen (en russe : Тюме́нская о́бласть, Tioumenskaïa oblast) est un sujet fédéral (oblast) de la Russie. Son chef-lieu est la ville de Tioumen. L’oblast exerce juridiction sur deux okroug autonomes : celui des Khantys-Mansis et celui de Iamalie. Tioumen, avec plus d'un demi-million d'habitants, est la plus grande ville de l'oblast, et depuis 2006, l’oblast est de loin le plus riche sujet fédéral de Russie, avec un revenu brut par tête plusieurs fois supérieur au revenu moyen de la fédération. C'est le pôle économique essentiel de la région économique de Sibérie de l'Ouest. Il abrite des villages comme Abalak.

## Géographie
La faune et la flore de cette région est particulièrement riche : la partie nord abrite le lagopède, le phoque et le renard arctique. On trouve aussi des ours polaires dans l’extrême-nord, mais génétiquement distincts de ceux des autres régions circumpolaires.
L’oblast de Tioumen inclut deux districts autonomes, Khantys-Mansis et Iamalie, qui sont néanmoins considérés comme des sujets fédéraux à part entière. La superficie et la population de la région qui en englobe d’autres sont données en incluant les parties imbriquées, qui est de 1 464 173 km2 (superficie inférieure à celle de l'Alaska) au total. La superficie de la région de Tioumen proprement dite est de 160 122 km2.

### Climat
Le climat de l'oblast est un climat continental, la température annuelle moyenne de l’air s'élevait à +2,1 °C en 2022. Les précipitations totales cette année-là ont été de 466 mm, soit 98 % de la norme 1991-2020.

## Urbanisme

### Voies de communication

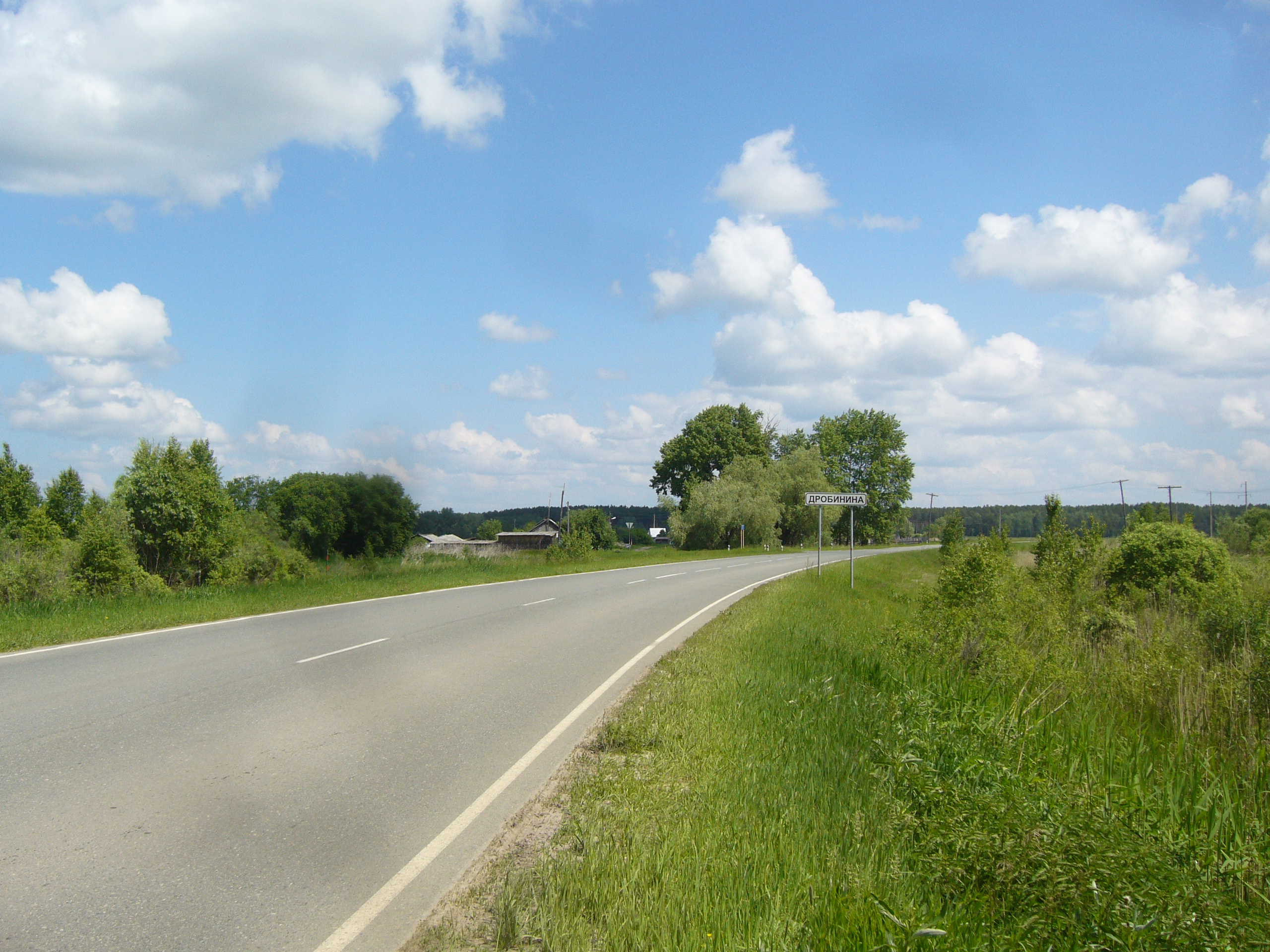
Route à Drobinina.

Fin 2022, en ne prenant pas en compte les districts autonomes, selon Rosstat, la longueur totale des voies publiques dans l'oblast de Tioumen de 19 391 km, dont 1 128 km de routes d'importance fédérales, 8 668 km de routes d'importance régionale et 9 595 km de routes d'importance locale. La longueur des routes à revêtement dur est de 14 816 km (76,4 % du total), tandis que la densité des voies publiques est de 93 km/ 10 000km2 dans l'oblast.
Fin 2022, en ne prenant pas en compte les districts autonomes, selon Rosstat, l'oblast de Tioumen possède 877 km de voies ferrées, et la densité du réseau ferré, en prenant en compte les districts autonomes, est de 17 km/ 10 000km2.

### Répartition des terres
La répartion des terres selon le rapport d'État « Sur l'état et la protection de l'environnement de la fédération de Russie en 2022 » du ministère des ressources naturelles et de l'environnement russe est, selon les catégories du code foncier russe, la suivante (n'inclut pas les districts autonomes):
| Répartition                                        | 2022 (km2) | 2022 (%) |
| -------------------------------------------------- | ---------- | -------- |
| Terres agricoles                                   | 37 098     | 23.2     |
| Terres des localités                               | 2 211      | 1.4      |
| Terres d'industrie et autres fins spéciales        | 683        | 0,4      |
| Terres de territoires et des objets protégés       | 29         | 0,0      |
| Terres du fonds forestier                          | 111 302    | 69,5     |
| Terres du fonds aquatique                          | 4 766      | 3.0      |
| Terres de réserve                                  | 4 039      | 2.5      |
| Total                                              | 160 128    | 100      |
| Note : les districts autonomes ne sont pas inclus. |            |          |

### Villes
| Ville         | Nom russe    | habitants |
| ------------- | ------------ | --------- |
| Tioumen       | Тюмень       | 538 320   |
| Tobolsk       | Тобольск     | 101 145   |
| Ichim         | Ишим         | 65 527    |
| Ialoutorovsk  | Ялуторовск   | 36 433    |
| Zavodooukovsk | Заводоуковск | 25 228    |
| Borovski      | Боровский    | 15 832    |
| Golychmanovo  | Голышманово  | 13 672    |
| Vinzili       | Винзили      | 11 789    |
| Bogandinski   | Богандинский | 9 839     |
| Ouvat         | Уват         | 4 964     |
| Soumkino      | Сумкино      | 4 250     |

## Histoire

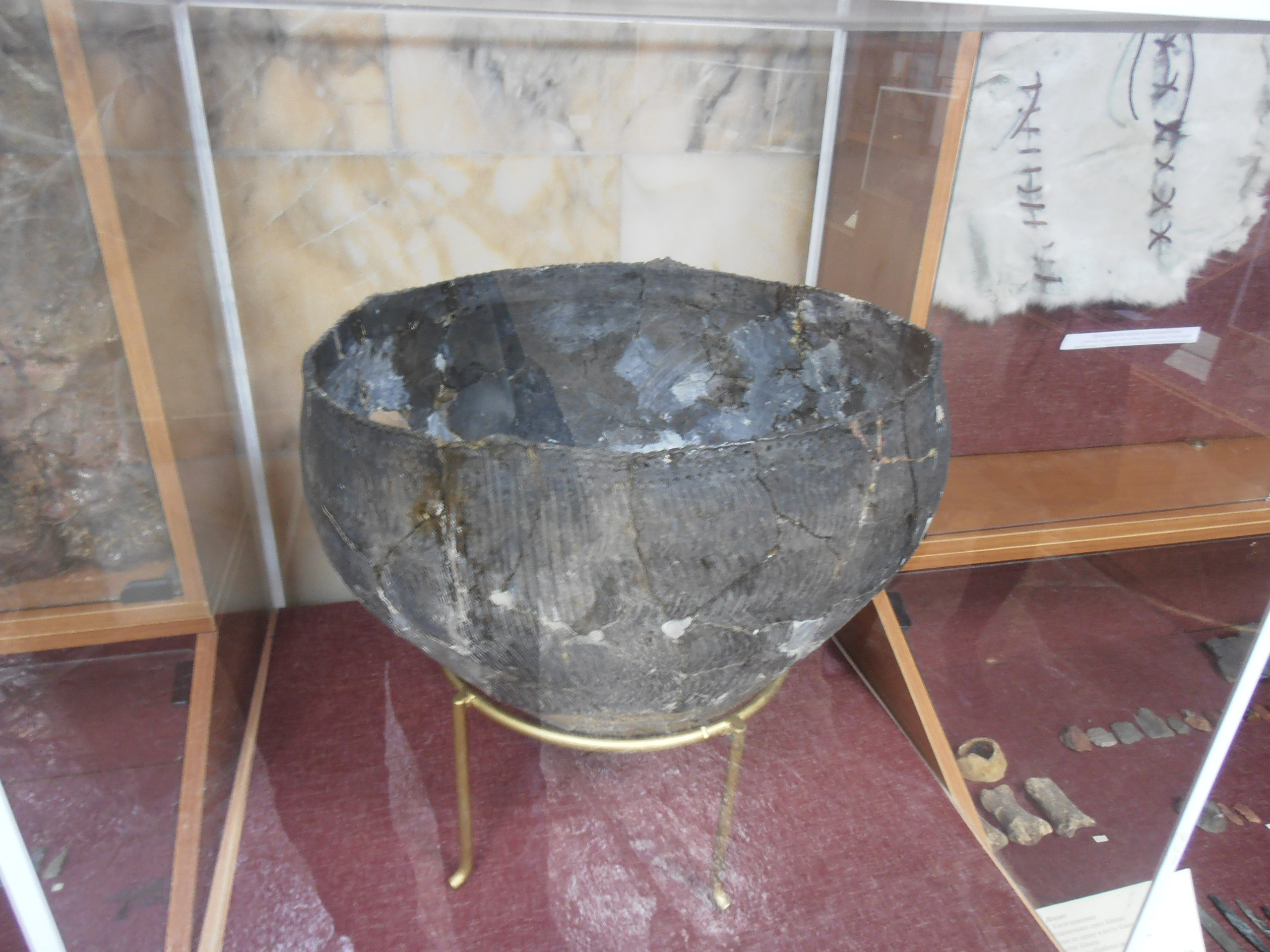
Récipient en céramique de la culture de Kozlov (Néolithique).

Le peuplement de la région a commencé à l'ère mésolithique il y a 10 400 ans, comme en témoigne la découverte de l'os du talus (supraheel) près du village de Poluyanovsk de Baygara (au-dessus de Tobolsk sur la rive droite de l'Irtych),. Le plus ancien découvert en Eurasie du Nord est un bateau funéraire en bois provenant du cimetière chalcolithique « Buzan-III » dans la vallée d'Ingal.
Jusqu'en 1704, le nom « Tumen » (1562 - Description de la Russie, de la Moscovie et de la Tartarie d'Antonio Jenkins) était trouvé sur des cartes anciennes, ainsi que « Tartares de Tumen » (« La plus récente carte générale de tout l'empire de Moscou » 1704).
En 1708, l'ordre de Tobolsk fut aboli et Tobolsk fut nommée centre administratif de la plus grande province de Russie, le gouvernement de Sibérie. En 1782, à partir du territoire de la province liquidée de Tobolsk, fut formé le gouvernorat de Tobolsk, transformé en 1796 en gouvernement de Tobolsk.
Le 3 novembre 1923, le gouvernement de Tioumen fut liquidé et à la place de ses ouïezds, des raïons furent formés, qui devinrent une partie de la région de l'Oural. De janvier à décembre 1934, il y avait un oblast d'Ob-Irtych avec un centre à Tioumen, correspondant territorialement à l'oblasy moderne de Tioumen, puis elle fut abolie et son territoire fut inclus dans l'oblastn d'Omsk. La région de Tioumen a été créée le 14 août 1944 en séparant un certain nombre de raïons des oblast d'Omsk et de Kourgan.

## Politique et administration

### Autorité
Le sujet possède son propre gouverneur ainsi que son propre organe législatif, les deux avec un mandat de 5 ans.

### Résultats électoraux
| Scrutin                    | 1er tour | 1er tour | 1er tour | 1er tour | 1er tour | 1er tour | 1er tour | 1er tour | 1er tour | 1er tour | 1er tour | 1er tour | 2d tour                  | 2d tour                  | 2d tour                  | 2d tour                  | 2d tour                  | 2d tour                  | 2d tour                  | 2d tour                  |
| Scrutin                    | 1er      | 1er      | %        | 2e       | 2e       | %        | 3e       | 3e       | %        | 4e       | 4e       | %        | 1er                      | %                        | 2e                       | %                        | 3e                       | %                        | 4e                       | %                        |
| -------------------------- | -------- | -------- | -------- | -------- | -------- | -------- | -------- | -------- | -------- | -------- | -------- | -------- | ------------------------ | ------------------------ | ------------------------ | ------------------------ | ------------------------ | ------------------------ | ------------------------ | ------------------------ |
| Présidentielle 2012        |          | ER       | 73.10    |          | KPRF     | 11,41    |          | LDPR     | 7,07     |          | SE       | 5.15     | Victoire au premier tour | Victoire au premier tour | Victoire au premier tour | Victoire au premier tour | Victoire au premier tour | Victoire au premier tour | Victoire au premier tour | Victoire au premier tour |
| Gouvernorale 2014          |          | ER       | 86,56    |          | LDPR     | 6,21     |          | SRZP     | 5,36     |          |          |          | Victoire au premier tour | Victoire au premier tour | Victoire au premier tour | Victoire au premier tour | Victoire au premier tour | Victoire au premier tour | Victoire au premier tour | Victoire au premier tour |
| Législative 2016,          |          | ER       | 58,35    |          | LDPR     | 14,12    |          | KPRF     | 12,27    |          | SRZP     | 11,45    | Tour unique              | Tour unique              | Tour unique              | Tour unique              | Tour unique              | Tour unique              | Tour unique              | Tour unique              |
| Législative régionale 2016 |          | ER       | 56,59    |          | LDPR     | 17,94    |          | KPRF     | 11,77    |          | SRZP     | 8,82     | Tour unique              | Tour unique              | Tour unique              | Tour unique              | Tour unique              | Tour unique              | Tour unique              | Tour unique              |
| Présidentielle 2018        |          | ER       | 79.75    |          | KPRF     | 8.22     |          | LDPR     | 7.63     |          | GRANI    | 1,39     | Victoire au premier tour | Victoire au premier tour | Victoire au premier tour | Victoire au premier tour | Victoire au premier tour | Victoire au premier tour | Victoire au premier tour | Victoire au premier tour |
| Gouvernorale 2018          |          | ER       | 65,86    |          | LDPR     | 12,99    |          | KPRF     | 12,83    |          | SRZP     | 5,77     | Victoire au premier tour | Victoire au premier tour | Victoire au premier tour | Victoire au premier tour | Victoire au premier tour | Victoire au premier tour | Victoire au premier tour | Victoire au premier tour |
| Législative 2021           |          | ER       | 51.33    |          | KPRF     | 13,50    |          | LDPR     | 11,68    |          | SRZP     | 10,24    | Tour unique              | Tour unique              | Tour unique              | Tour unique              | Tour unique              | Tour unique              | Tour unique              | Tour unique              |
| Législative régionale 2021 |          | ER       | 50,07    |          | LDPR     | 12,72    |          | KPRF     | 11,94    |          | SRZP     | 7,47     | Tour unique              | Tour unique              | Tour unique              | Tour unique              | Tour unique              | Tour unique              | Tour unique              | Tour unique              |
| Gouvernorale 2023          |          | ER       | 78.77    |          | KPRF     | 8,26     |          | LDPR     | 7.93     |          | SRZP     | 3,62     | Victoire au premier tour | Victoire au premier tour | Victoire au premier tour | Victoire au premier tour | Victoire au premier tour | Victoire au premier tour | Victoire au premier tour | Victoire au premier tour |
| Présidentielle 2024        |          | ER       | 84.76    |          | KPRF     | 6,27     |          | NL       | 6.17     |          | LDPR     | 2.03     | Victoire au premier tour | Victoire au premier tour | Victoire au premier tour | Victoire au premier tour | Victoire au premier tour | Victoire au premier tour | Victoire au premier tour | Victoire au premier tour |

## Population et société

### Démographie
Au 1er janvier 2023, la population sans les districts autonomes de Khantys-Mansis et de Iamalie s'élève à 1 608 500 habitants, dont 519 700 habitants en milieu rural. La densité de population de l'oblast est de 10 hab./km2.
| 2002      | 2014      | 2016      | 2019      | 2021 |
| --------- | --------- | --------- | --------- | ---- |
| 3 264 841 | 3 546 345 | 3 615 485 | 3 723 984 | -    |

| Année | Fécondité | Fécondité urbaine | Fécondité rurale |
| ----- | --------- | ----------------- | ---------------- |
| 1990  | 1,99      | 1,85              | 2,55             |
| 1991  | 1,84      | 1,70              | 2,42             |
| 1992  | 1,61      | 1,45              | 2,23             |
| 1993  | 1,44      | 1,34              | 1,86             |
| 1994  | 1,47      | 1,40              | 1,77             |
| 1995  | 1,41      | 1,33              | 1,70             |
| 1996  | 1,35      | 1,29              | 1,59             |
| 1997  | 1,32      | 1,27              | 1,53             |
| 1998  | 1,37      | 1,32              | 1,58             |
| 1999  | 1,28      | 1,23              | 1,52             |
| 2000  | 1,30      | 1,25              | 1,51             |
| 2001  | 1,38      | 1,33              | 1,61             |
| 2002  | 1,47      | 1,42              | 1,71             |
| 2003  | 1,50      | 1,46              | 1,70             |
| 2004  | 1,53      | 1,47              | 1,80             |
| 2005  | 1,49      | 1,44              | 1,70             |
| 2006  | 1,50      | 1,44              | 1,75             |
| 2007  | 1,62      | 1,53              | 1,99             |
| 2008  | 1,70      | 1,60              | 2,15             |
| 2009  | 1,76      | 1,67              | 2,15             |
| 2010  | 1,81      | 1,70              | 2,24             |
| 2011  | 1,83      | 1,72              | 2,33             |
| 2012  | 1,99      | 1,86              | 2,58             |
| 2013  | 2,00      | 1,86              | 2,71             |
| 2014  | 2,07      | 1,94              | 2,71             |
| 2015  | 2,07      | 1,95              | 2,64             |
| 2016  | 2,01      | 1,90              | 2,53             |
| 2017  | 1,88      | 1,82              | 2,14             |
| 2018  | 1,85      | 1,79              | 2,15             |
| 2019  | 1,76      | 1,71              | 2,00             |

### Groupes ethniques
| Nationalité | nombre en 2002,% (*) |
| ----------- | -------------------- |
| Russes      | 71,6                 |
| Tatares     | 7,4                  |
| Ukrainiens  | 6,5                  |
| Bachkirs    | 1,4                  |
| Azéris      | 1,3                  |
| Tchouvaches | 0,9                  |
| Nenets      | 0,86                 |
| Allemands   | 0,83                 |
| Khantis     | 0,82                 |
| Kazakhs     | 0,57                 |
| Arméniens   | 0,45                 |

## Environnement

### Faune et flore
En 2022, 1 500 espèces végétales et 291 espèces animales ont été recensées sur le territoire de l'oblast.
La superficie totale des terres sur lesquelles se trouvent des forêts est en 2022 de 11 587 000 hectares.

### Aires protégées
Fin 2022, la superficie des aires protégées d'importance régionale et locale a augmenté de 178 572 hectares par rapport à 2021 et s'élève à 1 113 447 hectares, tandis que la superficie des aires protégées d'importance fédérale s'élève à 71 900 hectares.

### Pollution
Le volume total des émissions de polluants atmosphériques en 2022 s'élevait à 211 600 tonnes, soit une diminution de 1,3 % par rapport à 2021. Les émissions du transport routier se sont élevées à 44 800 tonnes, soit 5,5 % de moins par rapport à 2021 et 3,7 fois moins par rapport au niveau de 2013. Les émissions des sources fixes se sont élevées à 163,2 milliers de tonnes, augmentant de 29 milliers de tonnes par rapport aux indicateurs de 2021.

## Économie
En 2021, le produit intérieur brut de l'oblast s'élevait à 1 536 milliards de roubles, soit le 20e des 85 sujets russes, compris entre la Iakoutie au-dessus et l'oblast de Léningrad en dessous. Le PIB par habitant était lui de 992 400 roubles.
La ville de Tioumen abrite l'essentiel des services destinés aux sociétés pétrolières et gazières de Russie. Sa situation privilégiée, au carrefour des voies de communication routières, ferroviaires, fluviales (l’Ichim et le Tobol, navigables de mai à octobre) et aériennes, ainsi que son climat relativement doux font de Tioumen le relais idéal pour desservir les sites industriels de l'Ouest sibérien. C'est ce qui a décidé plusieurs multinationales pétrolières comme Gazprom, LUKoil et Gazpromneft, TNK-BP, Shell (Salym Petroleum Development N.V.) à y établir leurs bureaux. L’oblast de Tioumen est la première région pétrolière et gazière de toute la Russie mais ses activités extractives se traduisent aussi par d’importantes inégalités de revenu.

### Agriculture
La superficie ensemencée est la suivante :
| Superficies ensemencées : | Superficies ensemencées : | Superficies ensemencées : | Superficies ensemencées : | Superficies ensemencées : | Superficies ensemencées : |
| année                     | 1959                      | 1990                      | 2000                      | 2005                      | 2015                      |
| ------------------------- | ------------------------- | ------------------------- | ------------------------- | ------------------------- | ------------------------- |
| Mille ha                  | 1775                      | 1634.3                    | 1181.9                    | 990                       | 1102.7                    |

## Culture locale et patrimoine
L'oblast de Tioumen compte 1968 objets patrimoniaux culturels dont 641 qui sont inscrits au registre d'État unifié des objets du patrimoine culturel. Ces derniers se répartissent entre 165 objets d'importance fédérale (dont 117 sites archéologiques) et 476 objets d'importance régionale. Le reste est composé de 1 327 objets identifiés. À elle seule, la ville de Tobolsk compte 255 objets patrimoniaux culturels parmi les 641 du registre, suivi de Tioumen avec 221 objets. Le reste de l'oblast comprend le tiers restant des objets du registre.

Patrimoine classé (sélection) :
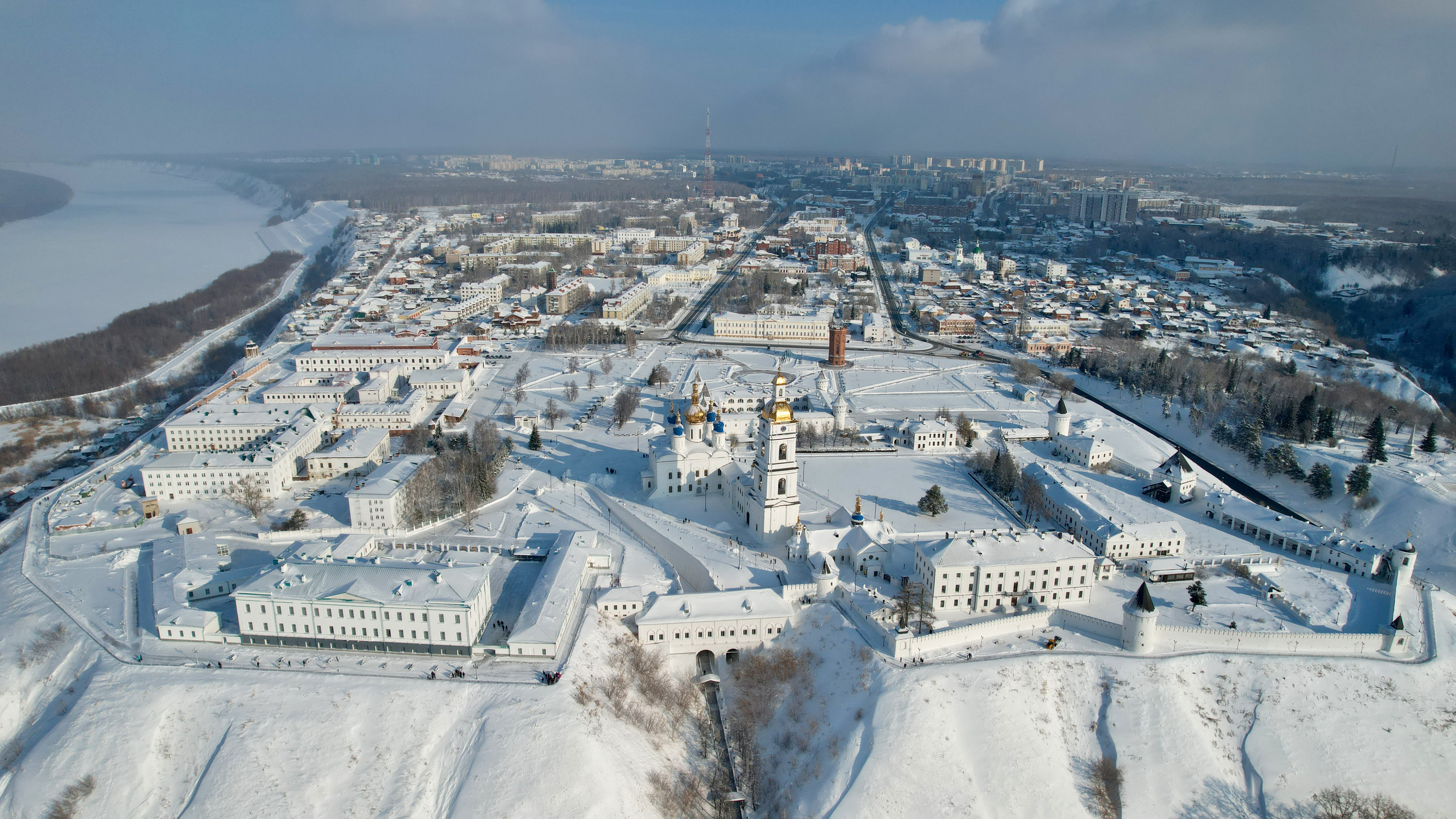
Kremlin de Tobolsk, plus grand kremlin de Sibérie et plus jeune de Russie.
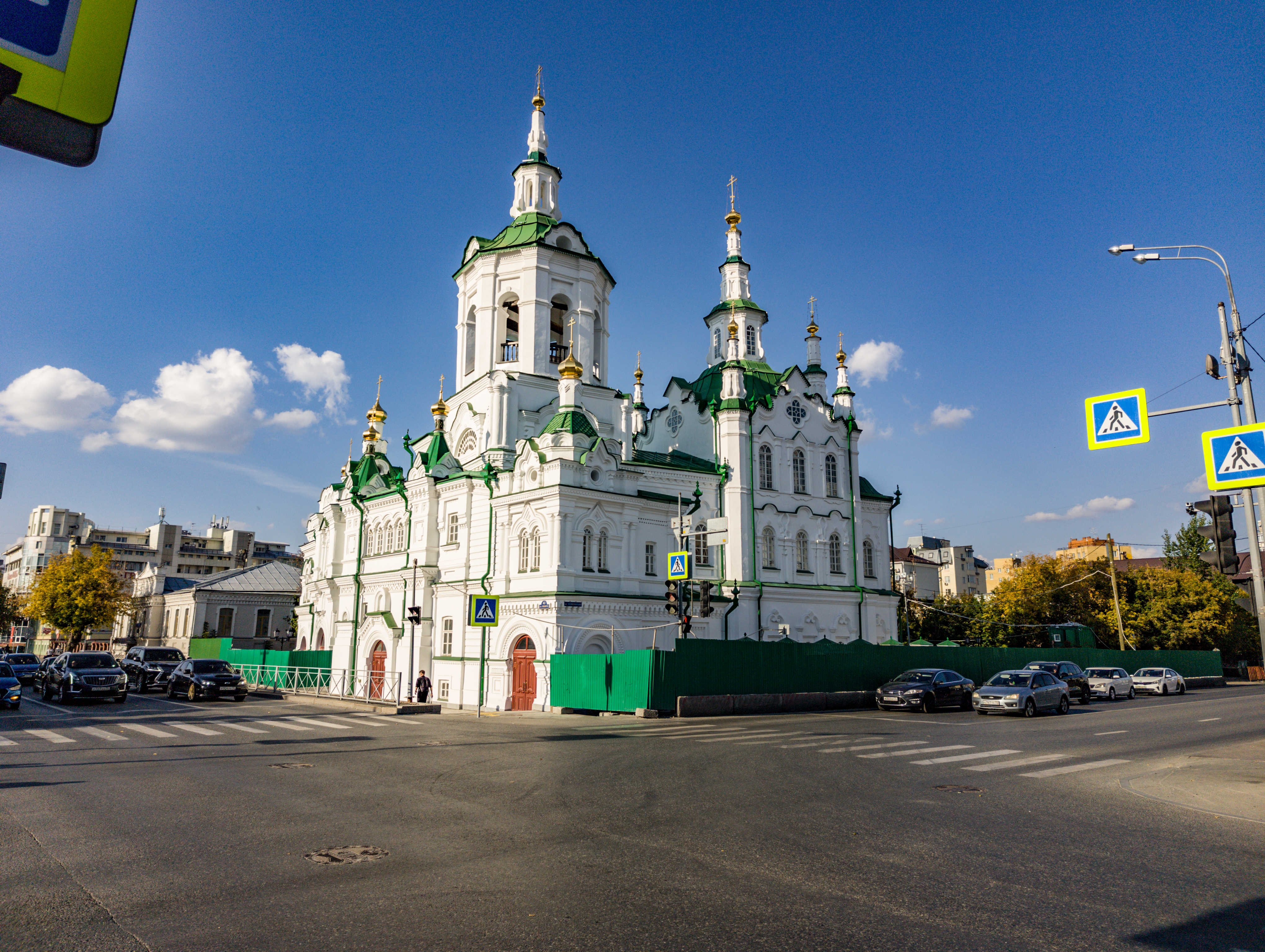
Église Saint-Sauveur de Tioumen.
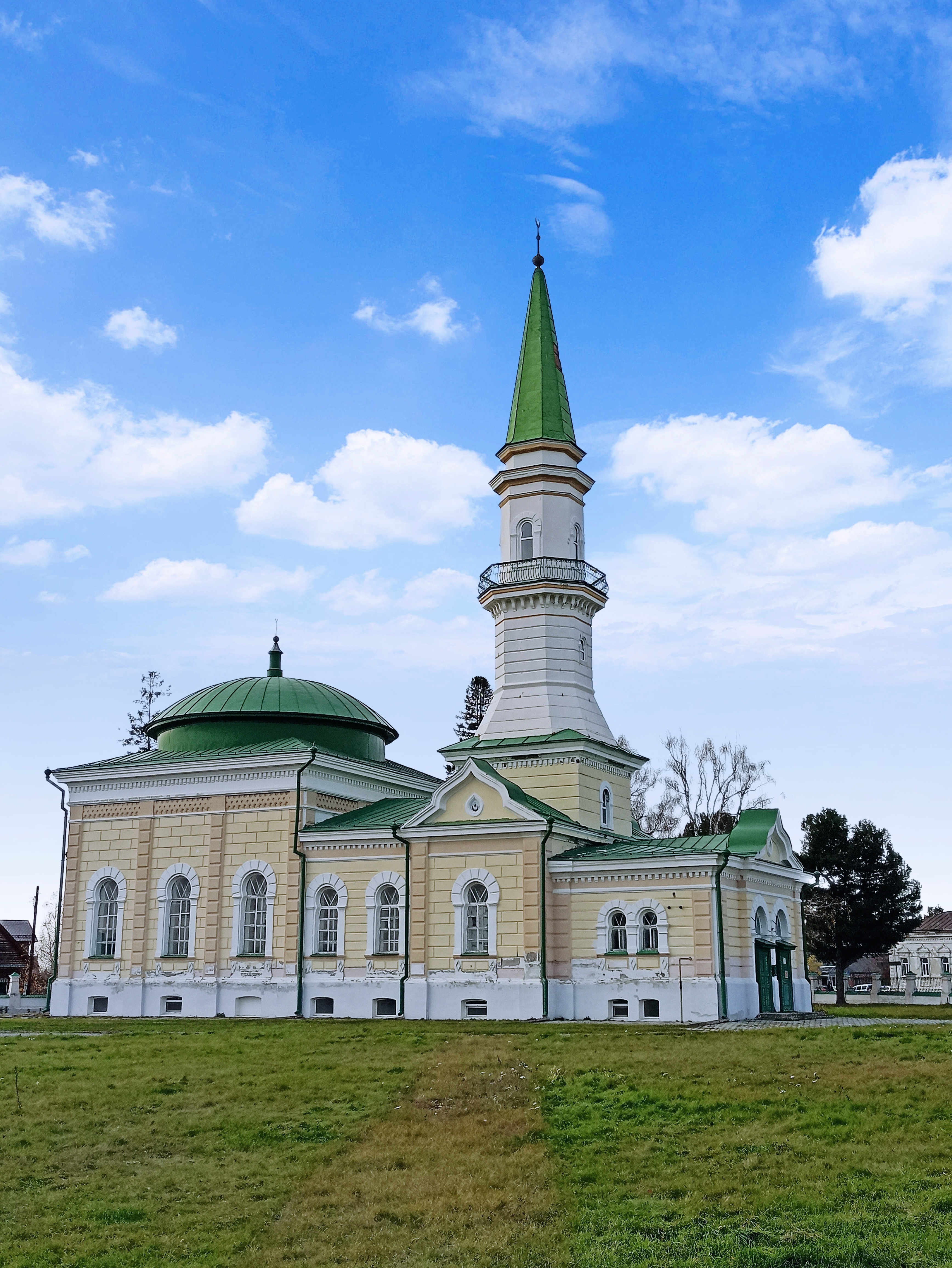
Mosquée de Iembaïevo, raïon de Tioumen.
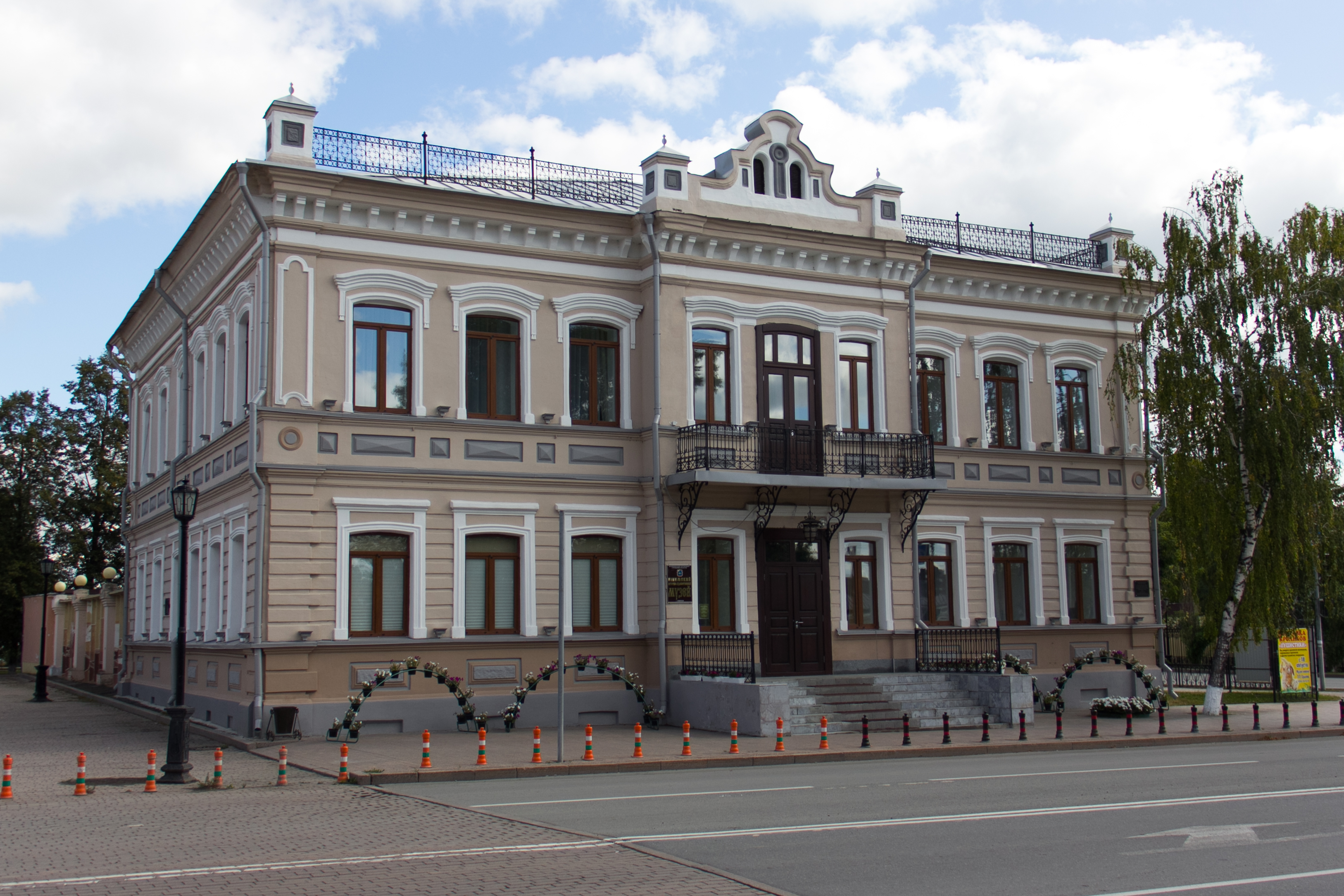
Musée des traditions locales d'Ichim.